# Abdy
Abdy – wieś w Anglii, w hrabstwie ceremonialnym South Yorkshire, w dystrykcie metropolitalnym Rotherham. Leży 13 km na północny wschód od miasta Sheffield i 233 km na północ od Londynu.